# Lo-fi (música)

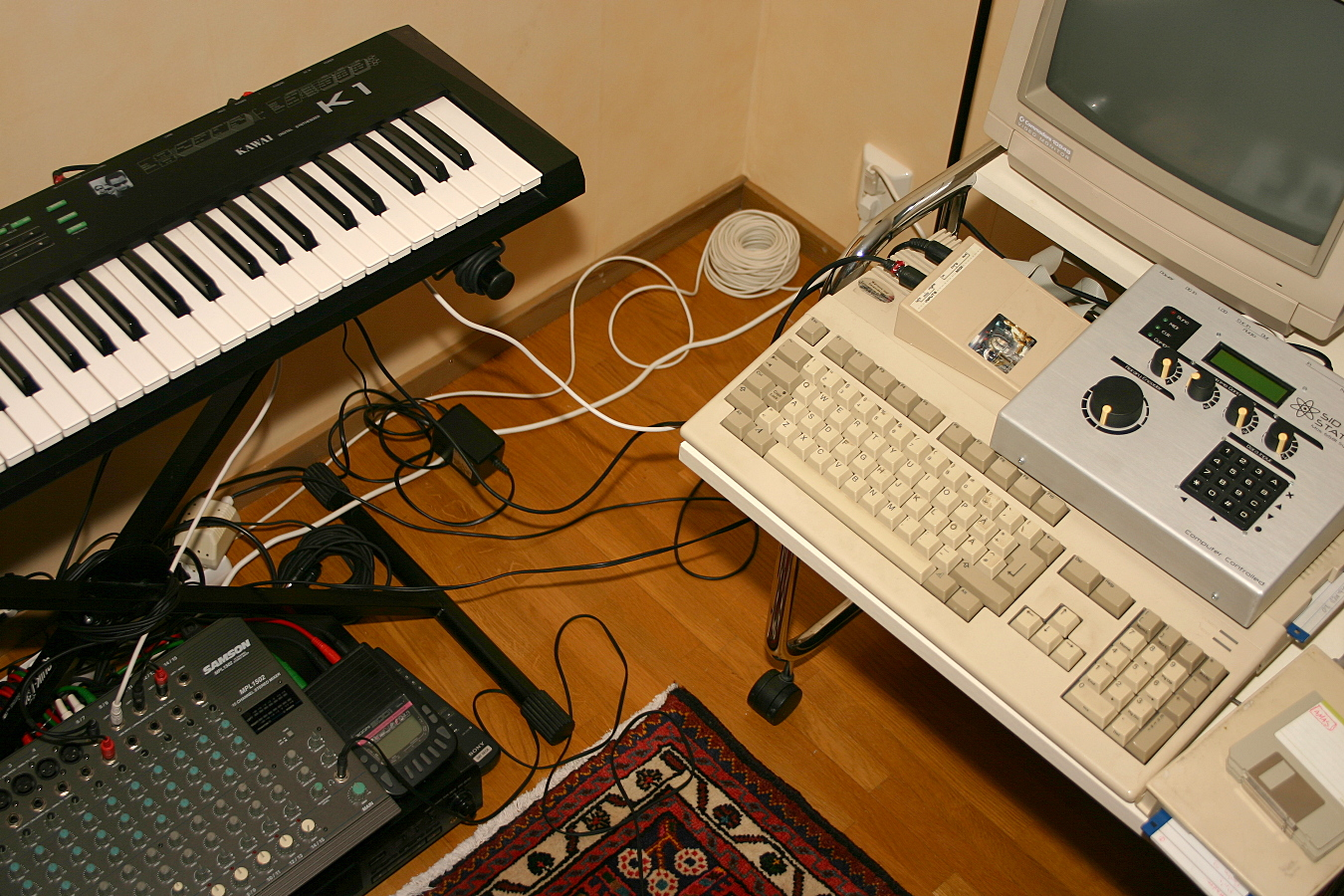
Un estudio doméstico minimalista con equipo de los 80 y 90.

El lo-fi (también escrito como lofi o low-fi; abreviado del inglés: low fidelity, «baja fidelidad») es un enfoque de producción en el que predomina el uso de medios anticuados o de baja fidelidad de grabación, a veces como una mera decisión estética. Los estándares de calidad y producción musical han evolucionado a través de las décadas, significando que algunos ejemplos antiguos de lo-fi pudieron no ser originalmente reconocidos como tal. El lo-fi empezaría a considerarse como un estilo de música popular en los años 90, cuando se le comenzaría a referir alternativamente como "música DIY".
Los términos distorsión armónica y «calidez analógica» son a veces erróneamente señalados como las características clave de la música lo-fi.

## Historia

### 1950-1970: orígenes e influencias tempranas

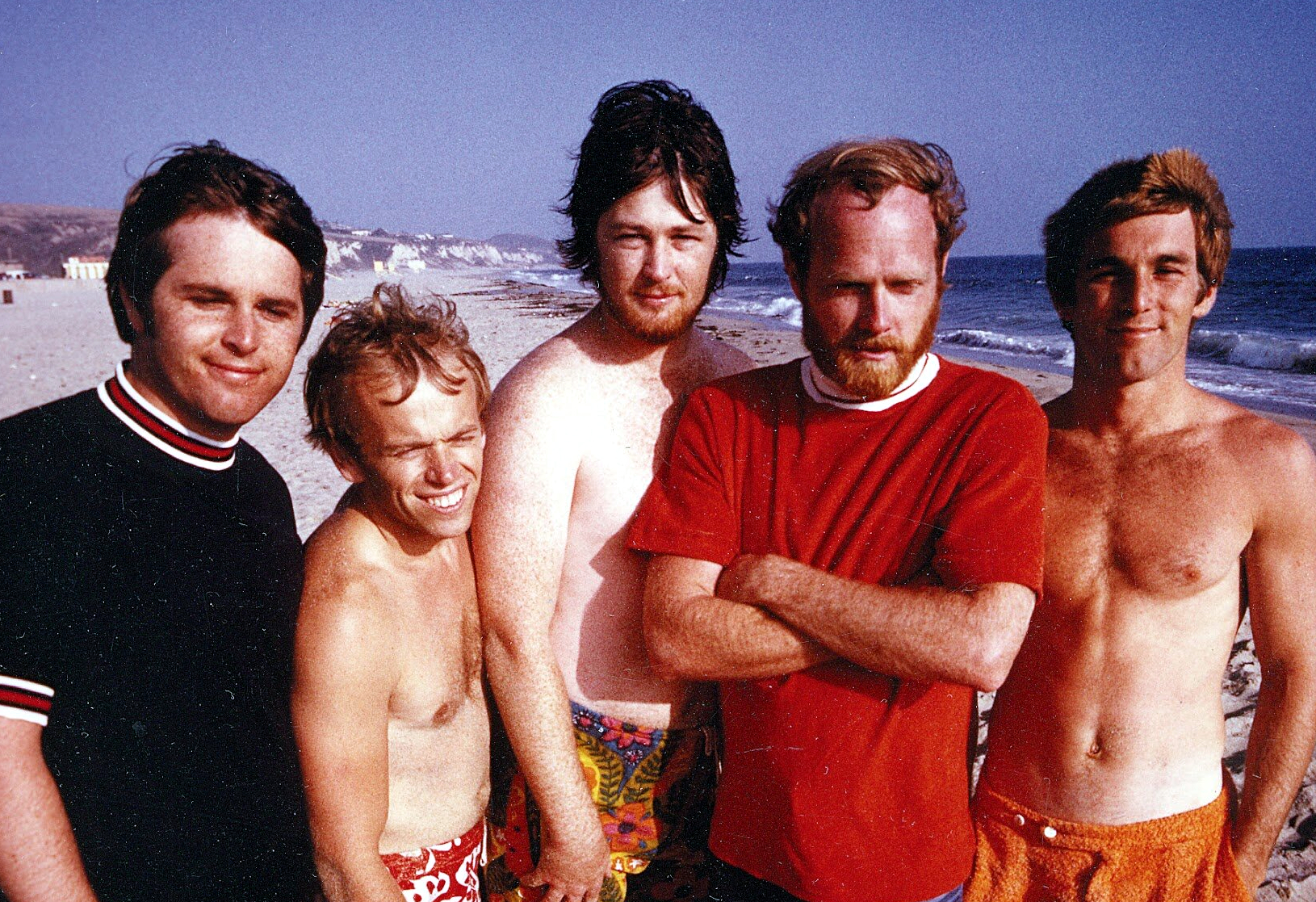
The Beach Boys en 1967, año en que grabaron y editaron Smiley Smile, álbum precursor del lo-fi.

Los orígenes del lo-fi se pueden remontar hasta las primeras tomas de sonido en vivo que se realizaron con un Cilindro de fonógrafo entre 1900 y 1904 por Lionel Mapleson desde una pasarela ubicada doce metros sobre el escenario de la Ópera del Metropolitan. La calidad de sonido de estas tomas es muy pobre (más aún desde que han pasado a ser artefactos únicos en su especie y han sido reproducidos una y otra vez durante el último siglo). La calidad estética, sin embargo, participa de un evento inédito que ha sido capturado en tiempo real. En la misma época se producían en muchos países del mundo grabaciones comerciales de música folk, así como también grabaciones espontáneas hechas por pioneros como Fred Gaisberg de HMV. Desde ruido ambiente hasta cantos ghazals de los cortesanos de la India, entre estas grabaciones espontáneas hechas con equipos portátiles, permanecen algunas que deben ser oídas. También durante gran parte de las décadas de 1920 y 1930 se registraron actuaciones de músicos de jazz en vivo en discos de 78 RPM.
En la siguiente época Buddy Holly solía grabar algunas de sus canciones en un garaje acondicionado y en un grabador de alambre y algunos de las demos de Hank Williams, lanzadas póstumamente o recién en el siglo XXI, fueron grabadas mediante la técnica de sobre-grabado (se graba un instrumento sobre el sonido de otro ya grabado).
AllMusic escribe: "A lo largo de la historia del rock & roll, las grabaciones se hicieron de forma barata y rápida, a menudo en equipos de calidad inferior. En ese sentido, los primeros discos de rock & roll, la mayoría de garage rock de los años 60 y gran parte del punk rock de finales de los años 70 podrían etiquetarse como lo-fi". Los álbumes Smiley Smile (1967), Wild Honey (1967) y Friends (1968) de The Beach Boys fueron una trilogía de álbumes de lo-fi grabados principalmente en el improvisado estudio doméstico de Brian Wilson; los álbumes son considerados componentes de sus "Bedroom Tapes". El escritor Mark Richardson de Pitchfork atribuyó al álbum Smiley Smile: "básicamente inventar el pop lo-fi del tipo 'Bedroom' que más tarde impulsarían Sebadoh, Animal Collective y otros personajes".
En 1975  Bob Dylan editó Basement Tapes, que fue la primera realización de bootlegs, grabados en 1967. Quizá beneficiado por el hecho de que, originalmente, no se tenía la intención de grabar esa música, la grabación, hecha en un multipista Ampex sin el mantenimiento adecuado, con dos micrófonos únicamente, hace de sus defectos de sonido su mejor virtud; también está el desenfado de la sesión, que define a la grabación como una auténtica experiencia lo-fi. En los años que pasaron entre la producción y el lanzamiento oficial de la grabación la popularidad de los bootlegs llegó a abrir un nuevo mercado interesado en este tipo de grabaciones que permitían apreciar, incluso, el material grabado en casa de cualquier músico improvisado y sin grabaciones oficiales.

## Características
A pesar de que el término describe un estilo musical, el lo-fi está principalmente asociado a grabaciones desde 1980 en adelante, cuando la tecnología del casete y de los grabadores portátiles como el Tascam llegaron a estar altamente disponibles para el público en general. Entre los primeros exponentes se puede encontrar a Daniel Johnston, las bandas neozelandesas de Chris Knox y sus trabajos en multipistas en el sello Flying Nun y Beat Happening con el sello K Records. El lo-fi encontró una amplia aceptación en la audiencia con el éxito de músicos como Beck, Sebadoh, Pavement, Eric’s Trip y Elliott Smith. 
A menudo los artistas lo-fi graban en equipos de grabación antiguos y de mala calidad por un asunto de necesidad financiera, pero también debido al aura de “autenticidad” con las que se asocia a estas tecnologías, asociación que nace en los auditores ya habituados a oír demos, bootlegs y grabaciones caseras, así como también a las antiguas producciones hechas en estudios con tecnologías mucho más sencillas a las actuales. El desarrollo del lo-fi coincide con el desarrollo de tecnologías de grabación cada vez mejores en la década de los 80.
Muchos artistas asociados al movimiento lo-fi, como Bill Callahan o Bob Log III, con frecuencia han rechazado la posibilidad de usar equipos de grabación más sofisticados con tal de mantener un sonido más crudo. Así también hay otros, como Guided By Voices, Outro (Músico) o The Mountain Goats, que de a poco han comenzado a grabar de manera más profesional.
La tecnología lo-fi es relacionada con otros géneros musicales, además del indie rock, en particular con el black metal, donde la baja calidad de grabación llega a ser una virtud. Los fanáticos del black metal dicen que de esta manera se consigue expresar mejor la crudeza del género, que de otra manera se perdería. Algunos fanáticos buscan deliberadamente grabaciones de calidad en extremo deficientes, como el infame bootleg titulado Dawn of the Black Hearts, de la banda noruega Mayhem, cuya calidad de grabación es tan baja que desafía toda convención musical.
El punk y su filosofía del hazlo tú mismo es otro género que se caracteriza por seguir el sonido lo-fi. Gran parte de sus producciones musicales las hacen en equipos multipistas básicos o en grabadoras portátiles y se copian de cinta a cinta en equipos caseros perdiéndose, progresivamente, la calidad del sonido. La tecnología lo-fi es preferida por el movimiento punk debido al rechazo que existe en este movimiento por los valores comerciales.
Además de las razones estéticas, muchas bandas y artistas prefieren las grabaciones lo-fi por razones económicas. El uso de tiempo y equipo en estudios de grabación puede resultar prohibitivo para artistas que recién comienzan. Sin embargo, en los últimos años la tecnología y los equipos digitales de grabación ponen a disposición de mayor cantidad de público medios de grabación de calidad equivalente a los de un estudio profesional, al menos en los países de Europa occidental, donde se originó el movimiento indie.